# Greut (Unterschwarzach)
Greut ist eine Einöde auf der Gemarkung Unterschwarzach von Bad Wurzach im Landkreis Ravensburg.

## Lage
Greut liegt am nördlichen Ende des Haisterkircher Rückens im Naturraum Riß-Aitrach-Platten (Naturraum-Nr. 41), der zur Großlandschaft Donau-Iller-Lech-Platte (Großlandschaft-Nr. 4) gehört.
Geografisch befindet sich Greut etwa:
- 300 m nördlich von Riedhöfe
- 700 m nordwestlich vom Bühlerhof
- 700 m südwestlich von Unterschwarzach
- 800 m südöstlich von Eggmannsried[2]

Greut liegt im Gewässereinzugsgebiet des Mühlbachs, einem Zufluss der Umlach, welche über die Riß und die Donau in das Schwarze Meer entwässert. Direkt am Südrand von Greut beginnt zudem das Gewässereinzugsgebiet des Wengener Mühlbachs, der über die Aitrach, Iller und Donau ebenfalls ins Schwarze Meer entwässert.

## Verkehrsanbindung
Greut ist über einen Gemeindeverbindungsweg an das Straßennetz angebunden, welchert von Unterschwarzach an der B 465 nach Eggmannsried, ebenfalls an der B 465. Von Greut aus führt zudem ein geschotterter Privatweg in Richtung Bühlerhof.

### Radverkehr
Greut ist weder über Radwege erreichbar noch an das Radnetz Baden-Württemberg angeschlossen.
Der nächste Radweg in Richtung Eggmannsried ist der Radweg entlang der K 7933, der von höhe Oberhaslach bis Osterhofen verläuft. Die Fahrstrecke bis zum Radwegbeginn bei Oberhaslach beträgt rund 1,9 km.
In Unterschwarzach besteht nach rund 1,2 km Fahrstrecke Anschluss den Radweg, welcher über Iggenau, Tanneck und Willis nach Bad Wurzach führt. Dieser ist auch Teil des Freizeitnetzes des Radnetz Baden-Württemberg und ist teilweise geschottert.